# مطار نواكشوط القديم
مطار نواكشوط القديم (إياتا: NKC، إيكاو: GQNN) كان مطاراً دوليا يخدم مدينة نواكشوط عاصمة موريتانيا.،كان المطار مقر عمليات للشركات التالية: الموريتانية الدولية للطيران، موريتانيا للطيران.

## تاريخ
تم اغلاق المطار في 23 يونيو 2016، وتعويضه بمطار جديد يحمل اسم مطار نواكشوط أم التونسي الدولي يقع على بعد 25 كلم شمال العاصمة نواكشوط، هذا التعويض جاء بسبب تواجد المطار بشكل قريب جداً من المدينة وايضا بسبب ان المطار كان في حالة غير جيدة.